# 蒙夏恩 (路易斯安那州)
蒙夏恩（英語：Moonshine）是位於美國路易斯安那州聖詹姆斯堂區的一個普查規定居民點。

## 人口
根據2020年美國人口普查的數據，蒙夏恩的面積為1.11平方千米，當中陸地面積為0.94平方千米，而水域面積為0.17平方千米。當地共有人口168人，而人口密度為每平方千米151.35人。